# Левкипп (сын Лампра)
Левкипп (др.-греч. Λεύκιππος «белоконный, едущий на белых конях»). Персонаж древнегреческой мифологии. Миф о нём рассказан Никандром во II книге поэмы «Превращения». Его родители Лампр и Галатея происходили из Феста. Когда его мать была беременна, отец очень хотел сына. Родилась девочка, но мать стала воспитывать её как мальчика. Когда девушка выросла, Галатея взмолилась богине Лето, и та превратила её в юношу. Жители Феста приносят жертвы Лето Фитии, которая помогла вырасти мужскому члену у девушки, а праздник называют Экдисия («разоблачение»). В Фесте существовал обычай, что перед бракосочетанием женщины ложились рядом со статуей Левкиппа.